# سینماهای مرلین
سینماهای مرلین (انگلیسی: Merlin Cinemas) یک گروه سینمایی در کشور بریتانیا است.
این گروه که در سال ۱۹۹۰ میلادی تأسیس شده در سال ۲۰۱۶ دارای ۱۴ سینما و ۴۱ سالن می‌باشد.

## سینماها
- کولفورد، گلاسترشر (Studio Cinema) - ۲ سالن
- کرومر (Regal Movieplex) - ۴ سالن
- فالموث (Phoenix Cinema) - ۵ سالن و رستوران
- هلستون (Flora Cinema) - ۲ سالن
- ایلفراکم (Embassy Cinema) - ۳ سالن
- کینگزبریج (Kings Cinema) - ۳ سالن
- اوکهامپتون (New Carlton) - ۲ سالن
- پنزانس (Savoy Cinema) - ۳ سالن و رستوران
- پنزانس (Ritz Cinema) - Live venue و bar, currently not operating within Merlin
- پرستاتین (Scala Cinema) - ۲ سالن، bar و café
- ردروث (Regal Cinema) - ۶ سالن، live theatre و رستوران
- سنت ایوس (Royal Cinema) - ۳ سالن
- تیورتون (Tivoli Cinema) - ۱ سالن
- تورسو (Merlin Cinema) - ۲ سالن و رستوران
- تورکی (Central Cinema) - ۴ سالن